# 大卫二世 (苏格兰)
大卫二世 （英語：David II of Scotland，（1324年3月5日—1371年2月22日），是14世纪中叶苏格兰国王，也是布鲁斯王朝的第二代和末代君主。他幼年登基，一生波折，最后却由于没有子女，而让王权传到了外甥的斯图亚特家族。

## 出生
大卫的父亲罗伯特·布鲁斯领导苏格兰赢得了第一次独立战争的胜利，最终登王位称罗伯特一世。但是布鲁斯始终无子，于是苏格兰议会通过法令，如果最后布鲁斯无子而终，王位将由他已故长女瑪喬里·布魯斯的独子罗伯特·斯图亚特继承。
1324年，50岁的罗伯特·布鲁斯终于有了儿子大卫，大卫也成了王位的第一继承人。1328年，根据苏格兰王国与英格兰王国的北安普顿条约，4岁的大卫与英格兰新国王爱德华三世7岁的亲妹妹英格蘭的瓊公主(Joan of England)成婚，以示两国友好。

## 幼年登基
1329年6月7日，罗伯特·布鲁斯去世，5岁的大卫成为苏格兰国王，称“大卫二世”。1331年11月，大卫二世在斯昆行加冕礼。
但是与此同时，曾称苏格兰国王的约翰·巴里奥之子爱德华·巴里奥获得了英格兰国王爱德华三世的暗中支持，带兵进入苏格兰，自称自己家族才是苏格兰真正的国王，第二次独立战争爆发。爱德华·巴里奥在1332年后称苏格兰国王，但是基本不获苏格兰人支持，是英格兰的傀儡政权。苏格兰支持布鲁斯家族的贵族与民众与之展开战斗，但是在英格兰军队的协助下，巴里奥方取得绝对军事优势。
1334年5月，年幼的大卫与王后逃到法国避难，得到法兰西国王腓力六世的保护。

## 返回苏格兰
1337年，英法百年战争爆发，英格兰军队不得不转移对于苏格兰战事的注意力。1341年，独立战争的天平已经倒向苏格兰方，17岁的大卫返回苏格兰执政，直接领导对英战争，希望能不负他父亲的威名。他坚守与自己同盟腓力六世的约定，连续率军进攻英格兰北方的目标，迫使爱德华三世分兵救援。
1346年，为了解救英军对法国加莱的围城，大卫亲率12000人跨越国境远征英格兰。两军在英格兰境内杜汉（Durham）附近的内维尔十字发生激战，结果苏格兰军队几乎全军覆没。大卫本人面部中两箭，被英格兰军队俘虏。

## 独立战争后
大卫二世在英格兰温莎城堡等地被关押了十一年，直到1357年两国达成协议，第二次独立战争结束。大卫二世被放回苏格兰，但是苏格兰王国必须缴纳高额赎金。
大卫二世回国后，发现贫穷的王国根本担负不起这笔债务。由于他本人无子女，他曾试图与爱德华三世协商，用指定英格兰的某王子为苏格兰王位继承人为交换，试图免去支付赎金。但是这项计划遭到苏格兰政府内外的一致反对，最终没能实行，而大卫二世与各方的矛盾也日益加剧。

## 布鲁斯王朝的终结
1369年，大卫与第二任妻子离婚，并准备迎娶第三任妻子。但是1371年，大卫二世便在南艾尔郡登多纳德城堡去世，最终没有留下任何子女。
继承大卫二世的是他父亲罗伯特·布鲁斯的长女马乔里公主的独子，即大卫的外甥罗伯特·斯图亚特。有趣的是早在大卫出生前，罗伯特就被指定为王位继承人，大卫的出生延迟了他登基的时间达42年之久。
由于大卫是罗伯特·布鲁斯的独子，他的去世也象征着布鲁斯王朝的终结。斯图亚特家族由于娶了罗伯特·布鲁斯的女儿，成了此后数百年间苏格兰和后来英格兰的统治者。一百多年后的国王詹姆斯五世临终前曾感叹自己家族的王权是“由一个女人而来”，指的就是大卫二世的同父异母姐姐马乔里公主。